# Kalliosaari (ö i Norra Karelen, Pielisen Karjala, lat 63,65, long 28,83)
Kalliosaari är en ö i Finland. Den ligger i sjön Haapajärvi och i kommunen Valtimo i den ekonomiska regionen  Pielinen-Karelen  och landskapet Norra Karelen, i den centrala delen av landet, 400 km nordost om huvudstaden Helsingfors. Öns area är 2,6 hektar och dess största längd är 260 meter i sydöst-nordvästlig riktning.